# Pastores gregis
Pastores gregis (česky Pastýři stáda), s podtitulem „Biskup, služebník evangelia Ježíše Krista pro naději světa“, je posynodální apoštolská exhortace vydaná 16. října 2003 papežem Janem Pavlem II. Nabízí doktrinální a pastorační zásady, jimiž se mají řídit katoličtí biskupové. Dokument je výsledkem X. řádného generálního shromáždění biskupů, které se konalo od 30. září do 27. října 2001. Na synodě, která se konala krátce po útocích z 11. září, se diskutovalo o biskupské službě s ohledem na křesťanskou naději.
V den vydání Pastores gregis oslavil Jan Pavel II. 25. výročí svého působení ve funkci římského biskupa a byla to jeho poslední apoštolská exhortace.

## Zdroje
Mezi prameny, které editor dokumentu použil, byly liturgické knihy, díla církevních otců a katolických teologů, dokumenty všeobecných koncilů a dokumenty papežů, včetně samotného Jana Pavla II. Mezi církevními otci a teology: Augustin z Hippo, Tomáš Akvinský, Optát z Mileve, Tertulián, Ambrož Milánský, Irenej z Lyonu, Ignác Antiochijský, Cyprián Kartaginský; z koncilních dokumentů: Sacrosanctum Concilium, Lumen gentium, Presbyterorum ordinis, Gaudium et spes, Orientalium Ecclesiarum, Ad gentes. Papež se odvolával na své vlastní dokumenty: Novo millennio ineunte, Dominum et vivificantem, Poselství ke Světovému dni míru 1990, Poselství ke Světovému dni míru 2002, Ecclesia in America, Redemptoris missio, Apostolos suos, Pastor bonus, Pastores dabo vobis, Ecclesia de Eucharistia, Vita consecrata, Rosarium Virginis Mariae, Modlitba ke třicátému dni od 11. září.

## Témata
Exhortace Pastores gregis se zabývá rolí a úkoly biskupů v životě církevního společenství. Papežský dokument se skládá z úvodu, sedmi kapitol a závěru. Zabývá se následujícími tématy:
- trinitární základ biskupské služby
- kolegiální povaha biskupské služby
- misijní charakter a vnitřní jednota biskupské služby
- duchovní život a formace biskupa
- biskup jako služebník Slova – služba hlásání
- biskup jako udělovatel svátostí – rozdavatel milosti
- biskup správce stáda
- společenství s celou církví
- služba tváří v tvář současným výzvám

Exhortace končí výzvou svěřit se „přímluvě Panny Marie, Matky církve a Královny apoštolů“.